# Bruno Fontana
Bruno Fontana (* 1936 in Bizerta, Tunesien) ist ein italienischer Autor, Drehbuchautor und Filmregisseur.

## Leben
Fontana, Sohn nach Tunesien emigrierter Eltern, studierte in Frankreich und den USA. Seit 1968 in Rom lebend, machte er sich einen Namen als Journalist und Essayist. Zu seinen bekanntesten Werken gehören L'Italia dei sequestri, Italia squillo und Terra senza tempo. Fontana leitet seit 1989 die von ihm gegründete literarische Agentur Il Segnalibro di Roma.
In den 1970er Jahren begann er auch als gelegentlicher Drehbuchautor und drehte 1981 als Regisseur einen kaum gezeigten Söldnerfilm nach eigenem Roman, Le belva dalla calde pella.
1992 erhielt Fontana den „Premio alla Cultura“.

## Werke (Auswahl)
- 1961: Les fruits verts
- 1996: Parallels
- 2001: Italia squillo

## Filmografie
- 1981: Die gnadenlosen Sieben (La belva dalla calde pelle)